# Lago Assad
O Lago ou Albufeira Assad (em árabe: بحيرة الأسد; romaniz.: Buhayrat al-Assad) é uma albufeira do Eufrates na província de Raca, na Síria. Foi criado em 1974 quando a Barragem de Tabca foi fechada. O lago Assad é o maior lago da Síria, com uma capacidade máxima de 11,7 km3 e uma superfície máxima de 610 km2 Uma vasta rede de canais utiliza água do lago Assad para irrigação de terras em ambos os lados do Eufrates. Além disso, o lago fornece água potável para a cidade de Alepo e comporta uma indústria pesqueira. As margens do lago desenvolveram-se em importantes zonas ecológicas.

## História do projeto
Os primeiros planos para uma barragem na porção síria do Eufrates remontam a 1927, mas eles não foram realizados. Em 1957, um acordo foi alcançado com a União Soviética para ajuda técnica e financeira para a construção de uma barragem no Eufrates, e em 1960 um acordo financeiro foi assinado com a Alemanha Ocidental. Outro acordo para financiar o projeto foi assinado com a União Soviética em 1965. O projeto incluía uma estação de energia hidroelétrica na Barragem de Tabca, e a construção de uma vasta rede de irrigação capaz de irrigar 640 000 hectares de terra em ambos os lados do Eufrates. A construção ocorreu entre 1968 e 1973 e as inundações do reservatório começou em 1974 através da redução do fluxo do Eufrates. Em 1975, o Iraque reclamou que o fluxo do Eufrates foi reduzido abaixo de um nível aceitável e ameaçou bombardear a barragem; a mediação pela Arábia Saudita e União Soviética posteriormente apaziguou esta disputa.

### Escavações de resgate na região do lago Assad
Em antecipação da inundação da reservatório da barragem de Tabca, um intensivo programa internacional de escavações de resgate arqueológico foram realizadas na área ameaçada entre 1963 e 1974. Como parte do programa, escavações foram realizadas em sítios que remontam da cultura natufiana Tardia ao período otomano. Os sítios escavados incluem Tell Abu Hureyra, Emar, Habuba Kabira, Mureybet, Tell es-Sweyhat, Tell Fray e Dibsi Faraj. Em Qal'at Ja'bar, um castelo sobre uma colina que se tornaria uma ilha pela inundação do lago Assad, um talude protetor foi construído e dois minaretes em Mureybet e Mascana foram realocados para uma área além da zona inundada.

## Características do reservatório

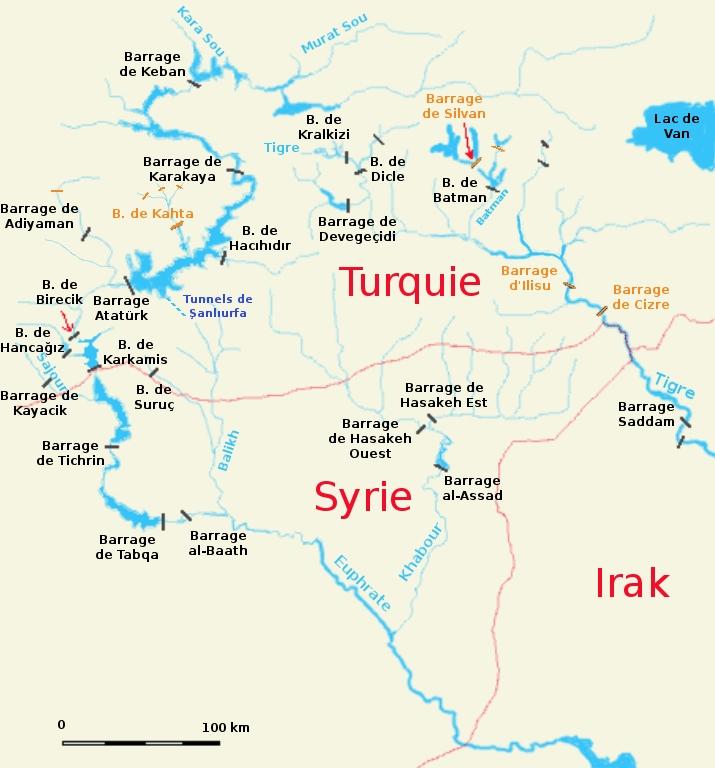
Porção turco-síria da bacia do Eufrates. A barragem de Tabca e o lago Assad estão a oeste

A capacidade máxima do lago Assad é 11,7 km3 em uma área de superfície de 610 km2 , fazendo-o o maior lago da Síria. A capacidade real é, contudo, muito menor (9,6 km3), resultando em uma área de superfície de 447 km2. O sistema de irrigação proposto sofreu uma série de problemas, incluindo o alto teor de gipsita nos solos em torno do lago, salinização do solo, o colapso dos canais que distribuíam a água do lago Assad, e a falta de vontade dos fazendeiros em se reassentar nas áreas reclamadas. Como resultado, apenas 60 000 hectares foram irrigados pelo lago em 1984. Em 2000, a superfície irrigada aumentou para 124 000 hectares, que é 19% dos 640 000 hectares projetados.
O lago Assad é a fonte mais importante de água potável para Alepo, abastecendo a cidade através de um cano com 80 000 000 m3 de água potável por ano. O lago também comporta uma indústria pesqueira. A margem ocidental do lago desenvolveu-se como uma importante área pantanosa. Na costa sudeste, algumas áreas tinham sido reflorestadas com árvores de folha persistente como o pinheiro-de-alepo e choupo-do-eufrates. O lago Assad é um importante localização de invernada para pássaros migratórios e o governo recentemente realizou medidas de proteção em pequenas áreas ao longo das margens do lago Assad de caçadores ao rebaixar vias de acesso. A ilha de Jazirat al-Thawra foi designada uma reserva natural.